# 상황 (철학)
상황(狀況)은 일이 되어가는 모양이나 형편, 상태를 말한다. 특히 야스퍼스의 철학에서는 여기에 있는 이 나(개인)를 둘러싸고 나와 이해관계를 가지며 나의 생활과 직접적으로 의의를 지니는 현실을 뜻한다. 이러한 상황은 시간적으로 달라지며 개인은 또한 이 상황을 피하거나 바꿀 수 있다. 그러나 그렇게 할 수 없는 것이 한계상황(限界狀況)이다.

## 참고 문헌
1. ↑  《글로벌 세계 대백과사전》, 〈세계사상/사상용어/윤리학 관계/애·양심·상황 등〉